# IR-Klasse WDG-6G
Die WDG-6G ist eine Großdiesellokomotive der Indian Railways mit elektrischer Kraftübertragung in Drehstromtechnik, die zur Typenfamilie ES58ACi von GE Transportation Systems (GE) gehört. Bis zum Sommer 2020 waren sechs Lokomotiven abgeliefert, die alle dem von GE geführten Betriebswerk Roza Junction (ROZA) in Uttar Pradesh zugeteilt sind. Die Lokomotiven dürfen mit einer provisorischen Zulassung mit einer Höchstgeschwindigkeit von 65 km/h verkehren. 
Die Baureihen-Bezeichnung setzt sich aus W für wide ‚Breitspur‘, D für Diesel, G für goods ‚Güter‘ für Güterzuglokomotive und der 6 hinter dem Bindestrich, die für eine Lokomotive mit einer Leistung zwischen 6000 und 7000 PS steht, zusammen.

## Geschichte
GE unterzeichnete im November 2015 einen Vertrag im Wert von 2,5 Mia. US-Dollar zur Lieferung von 1000 Diesellokomotiven, darunter 300 Stück der Baureihe WDG-6G. Im Vertrag ist die Wartung der Lokomotiven enthalten sowie 200 Mio. US-Dollar für den Bau eines Werks zur Herstellung der Lokomotiven in Marhowrah in Bihar. Die ersten Lokomotiven wurden im GE-Werk Erie in den USA gebaut und trafen im April 2019 im Hafen Mundra in Gujarat ein und erhielten im November 2019 eine provisorische Zulassung.

## Technik
Die WDG-6 wird von einem 16-Zylinder-Viertakt-Dieselmotor der GEVO-Typenfamilie angetrieben. Der Motor kann bis zu 6000 PS abgeben und erfüllt die Abgasnorm UIC I. Mit einer maximalen Achslast von 24,1 t ist die WDG-6G eine leichtere Variante der von Estrada de Ferro Carajás in Brasilien gekauften ES58ACi, die einen größeren Tank haben und eine maximale Achslast von 33 t aufweisen.
Der Dieselmotor gibt seine Kraft an den direkt an die Kurbelwelle angeflanschten Hauptgenerator ab, der Dreiphasenwechselstrom erzeugt. Dieser wird gleichgerichtet und an die den einzelnen Achsen zugeordneten Antriebswechselrichtern in IGBT-Technik zugeführt, die wiederum Dreiphasenwechselstrom variabler Frequenz für die Drehstrom-Asynchron-Fahrmotoren erzeugen.
Die von GE als High-adhesion Trucks bezeichneten Drehgestelle besitzen drei Achsen, die mit gegen die Lokomotivmitte angeordneten Tatzlagerantrieben versehen sind. Der Drehgestellrahmen stützt sich über zwölf Schraubenfedern auf die Radsatzlagerträger ab – jeweils zwei pro Träger. Die Längsmitnahme erfolgt durch Achslenker. Der Lokomotivrahmen stützt sich über acht Gummischichtfedern auf die beiden wiegelosen Drehgestelle ab, wobei die Federn auf dem Längsträger des Drehgestells zwischen den Achsen angeordnet sind an den Stellen, wo die beiden mittleren Querträger mit dem Längsträger des Drehgestells verbunden sind. Die Längskräfte werden vom Drehgestell zum Lokomotivkasten über eine Hülse übertragen, die mit Gummischichtferdern mit dem Querträger zwischen Achse 1 und 2 des Drehgestellrahmen verbunden ist und einen Königszapfen am Lokomotivkasten umgreift.